# Moving head

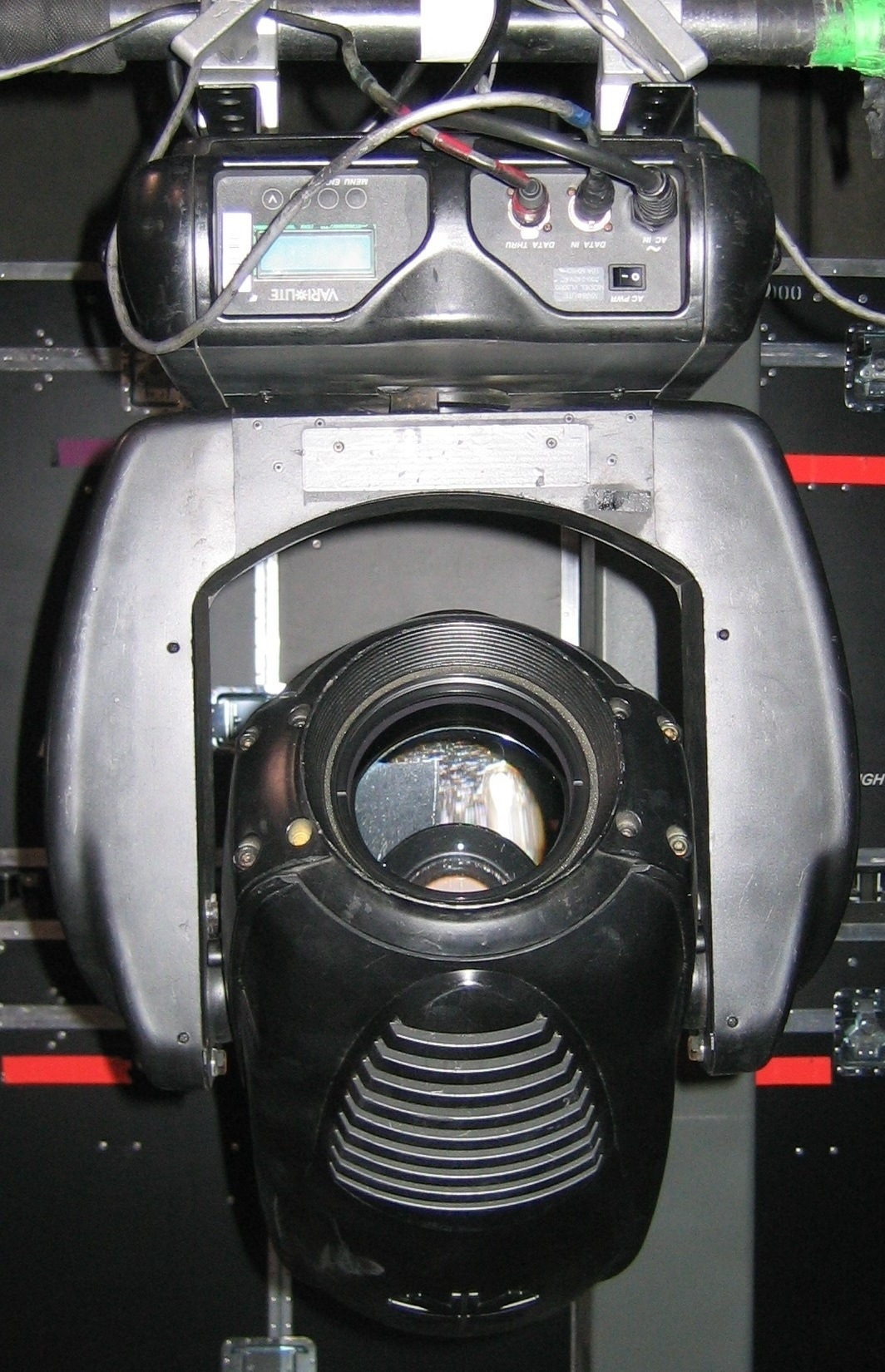
Exempel på "moving head": VL3000 Spot från Vari*Lite

Moving head, eller rörlig lampa, är benämningen på en intelligent belysningsarmatur.
Armaturen används ofta som scen- eller diskobelysning. Den styrs digitalt från ett ljusbord eller controller, ofta med DMX (Digital Multiplex).
I en vanlig rörlig lampa finns det en ljuskälla (i de flesta fall en urladdningslampa), ett färghjul, gobohjul (texturer och mönster), prisma, shutter och en lins.
I armaturen sitter det också elmotorer som kan röra själva "huvudet". När man styr motorerna från ljusbordet så kan man få lampan att svepa och göra olika rörelser. Det finns även en motor till armaturens varje funktion, däribland en motor till färghjulet och ytterligare en motor till prismat.
Kända tillverkare av moving heads är:
Martin, High End, Vari*Lite, Robe, Coemar, Clay Paky, Elation Professional, Stairville, Ayrton, Eurolite, Futurelight, ADJ